# توران مناف‌اف
توران مناف‌اف (انگلیسی: Turan Manafov؛ زادهٔ ۱۹ سپتامبر ۱۹۹۸) بازیکن فوتبال است.
وی همچنین در تیم ملی فوتبال زیر ۲۱ سال جمهوری آذربایجان بازی کرده‌است.